# Józef Zabiełło
Józef Zabiełło herbu Topór (ur. ?, zm. 9 maja 1794 w Warszawie) – generał lejtnant wojsk litewskich, hetman polny litewski od 1793, łowczy wielki litewski od 1775, 1782–1784 konsyliarz Rady Nieustającej, poseł Księstwa Żmudzkiego na Sejm Czteroletni w 1788 roku, zastępca marszałka, a potem marszałek konfederacji targowickiej na Litwie, członek konfederacji grodzieńskiej 1793 roku.

## Życiorys
Syn Antoniego Zabiełły i Zofii z Niemirowiczów-Szczyttów, córki kasztelana mścisławskiego Józefa. Brat Szymona i Michała. Szwagier Teodora Laskarysa.
Spokrewniony z Kossakowskimi i Prozorami (Józefem, Karolem. Ignacym Kajetanem). Przez żonę, Mariannę Sobolewską (córkę Macieja), spokrewniony ze Stanisławem Augustem Poniatowskim – jego podkomorzy i ulubiony szambelan. Starosta teleszowski. Jurgietelnik Rosji i działacz stronnictwa prorosyjskiego na Litwie.
W 1764 roku podpisał elekcję Stanisława Augusta Poniatowskiego. Szef regimentu konnego w brygadzie gen. L. Trokina. Członek Departamentu Policji Cudzoziemskich Rady Nieustającej w 1783 roku. Podpisał Konstytucję 3 maja. Figurował na liście posłów i senatorów posła rosyjskiego Jakowa Bułhakowa w 1792 roku, która zawierała zestawienie osób, na które Rosjanie mogą liczyć przy rekonfederacji i obaleniu dzieła 3 maja.
W wojnie polsko-rosyjskiej 1792 wziął udział pod rozkazami brata Michała. Improwizowany generał major wykazał całkowitą nieudolność i brak elementarnej wiedzy wojskowej, a nawet podejrzewany był o zdradę.
Po wkroczeniu Rosjan natychmiast przystąpił do targowiczan, awansował na generała lejtnanta. Był konsyliarzem Księstwa Żmudzkiego w konfederacji generalnej Wielkiego Księstwa Litewskiego w konfederacji targowickiej w 1792 roku, został zastępcą marszałka na Litwie. Na żądanie posła rosyjskiego Jakoba Sieversa awansował na marszałka konfederacji. W nagrodę 15 czerwca 1793 dostał buławę mniejszą litewską (hetman polny litewski), członka wskrzeszonej Rady Nieustającej. Poseł na sejm grodzieński 1793 roku z powiatu grodzieńskiego. Na sejmie grodzieńskim w 1793 roku został mianowany przez króla Stanisława Augusta Poniatowskiego członkiem deputacji do traktowania z posłem rosyjskim Jakobem Sieversem. 22 lipca 1793 roku podpisał traktat cesji przez Rzeczpospolitą ziem zagarniętych przez Rosję a 25 września cesji ziem zagarniętych przez Prusy w II rozbiorze Polski. Realizował opracowany przez hetmana Sz. Kossakowskiego program likwidacji wojska narodowego, redukował jego jednostki i wcielał do wojska rosyjskiego. Po zwycięstwie insurekcji warszawskiej, przejęto papiery ambasady rosyjskiej, wskazujące, że Zabiełło pobierał stałą pensję od Rosjan.
9 maja został razem z trzema innymi osobami przekazany przez Radę Zastępczą Tymczasową pod jurysdykcję Sądu Kryminalnego Księstwa Mazowieckiego, który po kilku godzinach wydał wyrok śmierci przez powieszenie z natychmiastowym wykonaniem. Wraz z hetmanem wielkim koronnym Piotrem Ożarowskim i marszałkiem Rady Nieustającej Józefem Ankwiczem został powieszony przed ratuszem na Rynku Starego Miasta. Tego samego dnia wieczorem został pochowany na polu pod Nalewkami.
W 1777 roku został kawalerem Orderu Świętego Stanisława. Odznaczony Orderem Orła Białego.
Po jego śmierci jego żona, Marianna wyszła za mąż za Ludwika Gutakowskiego, a jedyny jego syn Henryk Kazimierz, poślubił swoją siostrę cioteczną Gabrielę Gutakowską.